# Cochinita pibil
Cochinita pibil – meksykańska (popularna zwłaszcza na Jukatanie) technika przygotowywania pożywienia, polegająca na zawijaniu mięsa (przede wszystkim wieprzowiny) w liście bananowca, marynowaniu jej w kwaśnej pomarańczy i achiote (słodkim, lekko pieprznym czerwonym sosie z nasion annato) i pieczeniu go w ręcznie wykopanym dołku wyłożonym kamieniami przez kilka godzin. Potrawa łączy tradycje kulinarne Majów z wpływami europejskimi.
Przez długi czas półwysep Jukatan miał bardzo ograniczoną łączność z resztą Meksyku drogą lądową i z tego powodu był terenem dość izolowanym. Z drugiej strony porty Jukatanu utrzymywały ciągłą wymianę handlową z Europą. Zaowocowało to połączeniem hiszpańskiej wieprzowiny z prekolumbijskimi przyprawami i technikami przygotowywania żywności.
Mięso w tym procesie przygotowywania staje się delikatne i kruche, a także uzyskuje subtelny wędzony posmak. Zwykle podawane jest w miękkich tortillach lub enchiladach. Na przystawki serwuje się głównie ryż czosnkowy, czarną fasolę, marynowaną czerwoną cebulę i świeżo grillowaną paprykę.
Jest to danie przyrządzane w domach (podczas spotkań rodzinnych, odpowiednik amerykańskiego grilla), a także nabywane na ulicznych stoiskach i w taqueriach. Oprócz Meksyku danie jest też popularne w USA (np. Teksas, Arizona).
Pibil to słowo z języka Majów oznaczające zakopane lub ugotowane pod ziemią.